# South African National Defence Force
South African National Defence Force, skr. SANDF − armia Południowej Afryki, powołana w 1994 roku, tuż po pierwszych wolnych wyborach i obaleniu apartheidu oraz zaakceptowaniu nowej konstytucji. Dowódca wojskowy jest wybierany przez prezydenta kraju z jednej z gałęzi wojska. Od 2021 roku dowódcą jest gen. Rudzani Maphwanya.

## Historia
W 1994 po przemianach systemowych SANDF zastąpiło South African Defence Forces (SADF) przejmując sprzęt i jednostki poprzednika oraz wchłaniając poniższe formacje:
- formacje militarne z bantustanów
- byłych partyzantów, terrorystów i członków zakazanych wcześniej organizacji
  - Umkhonto we Sizwe partyzanckie oddziały Afrykańskiego Kongresu Narodowego
  - APLA terroryści z Pan Africanist Congress
  - jednostek samoobrony z Partii Wolności Inkhata (IFP)

W 2004 roku integracja jednostek została zakończona.